# Ted Elliott
Ted Elliott (Santa Ana, 4 luglio 1961) è uno sceneggiatore statunitense.
Talvolta lavora con la collaborazione di Terry Rossio (Pirati dei Caraibi).

## Biografia
Nel 2004 è stato eletto a capo del consiglio d'amministrazione della Writers Guild of America, e ha concluso il mandato nel 2006.
Nel 2005, ha corso per la presidenza della Writers Guild of America (West) in concorrenza a Patric Verrone, perdendo con 591 voti a 1301.
Insieme a un ex collega lavorativo, Craig Mazin, scrive per il sito web aperto agli sceneggiatori Artful Writer; mentre insieme a Terry Rossio ha fondato il sito "Wordplayer", altra pagina dedicata agli sceneggiatori.
Alla 74ª edizione della cerimonia di premiazione degli Academy Awards è stato nominato insieme a Teddy Rossio, Joe Stillman e Roger S.H. Schulman a vincere il premio Oscar per la migliore sceneggiatura non originale per Shrek, poi andato ad Akiva Goldsman per  A Beautiful Mind.

## Filmografia
- Piccoli mostri (Little Monsters) (1989)
- Aladdin (1992)
- Il terrore della sesta luna (The Puppet Masters) (1994)
- Godzilla (1998)
- Small Soldiers (1998)
- La maschera di Zorro (The Mask of Zorro) (1998)
- La strada per El Dorado (The Road to El Dorado) (2000)
- Shrek (2001)
- Il pianeta del tesoro (Treasure Planet) (2002)
- La maledizione della prima luna (Pirates of the Caribbean: The Curse of the Black Pearl) (2003)
- The Legend of Zorro (2005)
- Pirati dei Caraibi - La maledizione del forziere fantasma (Pirates of the Caribbean: Dead Man's Chest) (2006)
- Pirati dei Caraibi - Ai confini del mondo (Pirates of the Caribbean: At World's End) (2007)
- Il mistero delle pagine perdute (National Treasure: Book of Secrets) (2007)
- G-Force - Superspie in missione (G-Force) (2009)
- Pirati dei Caraibi - Oltre i confini del mare (Pirates of the Caribbean: On Stranger Tides) (2011)
- The Lone Ranger (2013)
- Jake e i pirati dell'isola che non c'è - serie animata (2015)